# Историја Анадолије
Историја Анадолије (која се у историјским изворима често помиње као Мала Азија) може се грубо поделити на: праисторију Анадолије (до краја 3. миленијума пре нове ере), древну Анадолију (укључујући хатијске, хетитске и постхетитске периоде), Класична Анадолија (укључујући ахеменидски, хеленистички и римски период), византијска Анадолија (касније се преклапају, од 11. века, са постепеним селџучким и османским освајањем), отоманска Анадолија (14.–20. век) и модерна Анадолија, од стварања Републикe Турскe.

## Праисторија
Праисторија Анадолије обухвата цео праисторијски период, од најранијих археолошких записа о људском присуству у Анадолији, до наступања историјске ере, обележене појавом писмености и историјских извора везаних за територију Анадолије (око 2000. године п. н. е.). Године 2014. у реци Гедиз је пронађено камено оруђе које је са сигурношћу датовано пре 1,2 милиона година, 27.000 година стари отисци стопала хомо сапиенса у месту Кула и Караин пећине су узорци људског постојања у Анадолији, у овом периоду. Због свог стратешког положаја на раскрсници Азије и Европе, Анадолија је била центар неколико цивилизација од праисторије. Неолитска насеља укључују Чатал Хојук, Чајону, Невали Чори, Хаџилар, Гобекли Тепе и Јумуктепе.

## Древна Анадолија
Обрађивање бронзе се проширила у Анадолију из транскавкаске културе Кура-Аракес у касном 4. миленијуму пре нове ере, означавајући почетак бронзаног доба у региону. Анадолија је остала у праисторијском периоду све док није ушла у сферу утицаја Акадског царства у 24. веку пре нове ере под Саргоном I. Најстарији забележени назив за било који регион унутар Анадолије је повезан са њеним централним областима, познатим као „Земља Хатија“ . Та ознака која је у почетку коришћена за земљу старих Хатија, а касније је постала најчешћи назив за целу територију под влашћу старих Хетита. Интерес Акада у региону, колико је познато, био је за извоз разних материјала за производњу. Иако је Анадолија била добро обдарена рудама бакра, још увек нема трага о значајним обрадама калаја потребног за прављење бронзе у Анадолији бронзаног доба. Акад је претрпео проблематичне климатске промене у Месопотамији, као и смањење расположиве радне снаге што је утицало на трговину. То је довело до пада Акађана око 2150. године пре нове ере од руку Гутијана.
Старо Асирско царство је преузело ресурсе за себе након што су Гути поражени, посебно сребро. Један од бројних асирских клинастих записа пронађених у Анадолији у Канешу користи напредни систем трговачких рачунања и кредитних линија.
Хетитско Старо краљевство се појављује пред крај средњег бронзаног доба, освајајући Хатушу под Хатушилијем I (17. век пре нове ере). Анадолско средње бронзано доба утицало је на минојску културу на Криту о чему сведочи археолошки опоравак у Кнососу.
Хетитско царство је било на врхунцу у 14. веку пре нове ере, обухватајући централну Анадолију, северозападну Сирију до Угарита и горњу Месопотамију. Киззуватна у јужној Анадолији контролисала је регион који је одвајао Хатије од Сирије, чиме је у великој мери утицао на трговинске путеве. Мир се одржавао у складу са оба царства кроз уговоре који су успостављали границе контроле. Тек за време владавине хетитског краља Шупилулијума I, Кисвадна је потпуно преузета, иако су Хетити још увек сачували своја културна достигнућа у Куманију (данас Шар, Турска) и Лазавантији, северно од Киликије.
После 1180-их година пре нове ере, усред општих превирања на Леванту повезаних са изненадним доласком народа мора, царство се распало на неколико независних „нео-хетитских“ градова-држава, од којих су неке опстале све до 8. века пре нове ере. Историја хетитске цивилизације позната је углавном из клинастих текстова пронађених на подручју њиховог царства, као и из дипломатске и трговачке преписке пронађене у разним архивима у Египту и на Блиском истоку.
Почевши од колапса бронзаног доба крајем 2. миленијума пре нове ере, западну обалу Анадолије су населили јонски Грци, узурпирајући сродне, али раније микенске Грке. Током неколико векова, на обалама Анадолије основани су бројни древни грчки градови-државе. Грци су започели западну филозофију на западној обали Анадолије (предсократска филозофија).
Фригијско краљевство је у суштини настало након распарчавања Хетитског царства током 12. века пре нове ере, и постојало је независно до 7. века пре нове ере. Вероватно из области Тракије, Фригијци су на крају основали своју престоницу Гордијум. Асирци познати као фригијски народ није имао централну контролу у свом стилу владавине, а ипак је успоставио широку мрежу путева. Такође су се чврсто држали многих хетитских аспеката културе и временом их прилагођавали. Завијен у митове и легенде које су објавили древни грчки и римски писци је краљ Мида, последњи краљ Фригијског краљевства. Мида је, у грчкој митологији, био богати фригијски краљ коме су, за казну што је замерао судији Тмолу што је у музичком такмичењу између Аполона и Пана досудио победу Аполоновој лири, израсле магареће уши, јер му је више годила Панова свирка. Иста прича о његовим ушима, налази се у причи „У цара Тројана козје уши“. Историјски записи о Миди показују да је живео отприлике између 740. и 696. пре нове ере и да је представљао Фригију као велики краљ. Већина историчара сада га сматра краљем Мита од Мушкија, као што је наведено у асирским извештајима. Асирци су о Миди мислили као о опасном непријатељу, јер је Саргон II, њихов тадашњи владар, био прилично срећан што је преговарао о мировном споразуму 709. пре нове ере. Овај уговор није имао никаквог утицаја на напредујуће Кимеријце, који су ушли у Фригију и довели до пада и самоубиства краља Миде 696. п. н. е..
Лидија, или Маеониа како се звала пре 687. пре нове ере, била је главни део историје западне Анадолије, почевши од династије Атјада, која се први пут појавила око 1300. године пре нове ере. Следећа династија, Хераклиди, успела је да влада сукцесивно од 1185–687 пре нове ере упркос растућем присуству грчких утицаја дуж обале Средоземног мора. Како су се подизали грчки градови попут Смирне, Колофона и Ефеса, Хераклиди су постајали све слабији. Последњег краља, Кандаула, убио је његов пријатељ и копљаник по имену Гиг, и он је преузео власт. Гиг је водио рат против наметнутих Грка и убрзо се суочио са озбиљним проблемом јер су Кимеријци почели да пљачкају рубне градове унутар краљевства. Управо је овај талас напада довео до инкорпорације некадашње независне Фригије и њеног главног града Гордија у лидијски домен. Све до узастопних владавина Садијата окончаних 560. године пре нове ере, напади Кимеријаца су заувек окончани. За време владавине последњег лидијског краља Креза, Персија је прво нападнута у бици код Птерије која се завршила без победника. Напредујући дубље у Персију, Крез је био потпуно поражен у бици код Тимбре од стране Персијанца Кира II 546. п. н. е..

## Класична Анадолија
До 550. године пре нове ере, Медијанско царство, које је постојало једва стотину година, изненада је распало персијска побуна. Као Лидијин краљ, Крез је имао огромну количину богатства из које је могао да извуче и искористио га је да крене у офанзиву против персијског краља Кира Великог. На крају, Крез је гурнут назад на запад, а Кир је спалио лидијски главни град Сард, преузимајући контролу над Лидијом 546. п. н. е.. Преостало краљевство Јоније и неколико градова Лидије и даље су одбијали да потпадну под персијску доминацију и припремали су одбрану да се боре против њих и слали су помоћ из Спарте. Пошто никаква помоћ није обећана осим упозорења Киру од њиховог изасланика, на крају је њихов став напуштен и они су се покорили, или су побегли као код грађана од Фокеје до Корзике или грађана од Теоса до Абдере у Тракији.
Ахеменидско Персијско царство, које је тако основао Кир Велики, наставило је своју експанзију под персијским краљем Даријем Великим, у којем је наставио да користи и надограђује сатрапски систем локалних гувернера и вршене су друге владине надоградње. Побуна Наксоса 502. пре нове ере подстакла је Аристагору из Милета да осмисли план којим ће дати део Наксосовог богатства Артаферну, сатрапу Лидије, у замену за његову помоћ у гушењу побуне. Неуспех Аристагоре да испуни своје обећање о награди и његово понашање узнемирио је Персијанце, толико да је прибегао убеђивању својих Јоњана да се побуне против Персијанаца. Ова побуна, позната као Јонски устанак, проширила се по Анадолији, а уз помоћ Атине, Аристагора се чврсто одржао неко време, упркос губитку у бици код Ефеса. Спаљивање Сарда 498. п. н. е,  толико је разбеснело Дарија да се заклео на освету Атини. Овај догађај је била казна за Аристагору док је персијска војска јурила кроз Јонију, поново заузимајући град по град. Коначна битка код Ладе изван Милета 494. п. н. е. је једном заувек окончала Јонску побуну.
Иако је Персијско царство имало званичну контролу над Каријцима као сатрап, именовани локални владар Хекатомно је искористио његов положај. Својој породици је стекао аутономну контролу над провинцијом тако што је Персијанцима давао редовне хараче, избегавајући изглед преваре. Његов син Маузол је наставио на овај начин и проширио темеље које је поставио његов отац. Прво је уклонио званичну престоницу сатрапа из Миласа у Халикарнас, стекавши стратешку поморску предност пошто је нова престоница била на мору. На овој земљи подигао је јаку тврђаву и градилиште којим је могао да подигне јаку морнарицу. Он је паметно искористио ову моћ да гарантује заштиту грађанима Хиоса, Коса и Родоса док су проглашавали независност од атинске Грчке. Маузол није доживео да се његови планови у потпуности реализују, а његов положај припао је његовој удовици Артемисији. Локална контрола над Каријом остала је у Хекатомновој породици још 20 година пре доласка Александра Великог.
Године 336. п. н. е, краљ Филип Македонски је неочекивано убијен, чиме је његов син Александар постао нови владар Македоније јер је био веома популаран. Одмах је подигао војне снаге довољно велике да крену против Персијанаца, окупивши морнарицу довољно велику да се супротстави свим претњама њихове моћне морнарице. Искрцавши се на обале Анадолије у близини Сеста на Галипољу 334. п. н. е, Александар се први пут суочио са персијском војском у бици код Граника, у којој су Персијанци били разбијени. Користећи победу као одскочну даску за успех, Александар је скренуо пажњу на остатак западне обале, брзо узастопно ослобађајући Лидију и Јонију. Коначни пад Милета довео је до бриљантне Александрове стратегије да порази персијску морнарицу тако што ће заузети сваки град дуж Средоземног мора уместо да започне врло ризичну битку на мору. Смањујући ову претњу, Александар је скренуо у унутрашњост, прогуравши се кроз Фиргију, Кападокију и коначно Киликију, пре него што је стигао до планине Аманус. Извиђачи за Александра затекли су персијску војску, под њеним краљем Даријем III, како напредује кроз равнице Иса у потрази за Александром. У овом тренутку Александар је схватио да терен погодује његовој мањој војсци и почела је битка код Иса. Даријеву војску су Македонци практично стиснули, што је довело до не само срамотног пораза за Дарија, већ је и он побегао назад преко реке Еуфрат, остављајући остатак своје породице у Александровим рукама. Тако је Анадолија заувек ослобођена персијског јарма. У јуну 323. п. н. е, Александар је изненада умро, остављајући велику моћ у Македонији. Будући да његов полубрат Архидеус није могао ефикасно да влада због озбиљног инвалидитета, водио се низ ратова око права на његова освајања, познатији као Ратови дијадоха. Пердика, високи официр коњице, а касније Антигон, фригијски сатрап, једно време су надвладали остале кандидате Александровог царства у Азији.
Птоломеј, гувернер Египта, Лизимах и Селеук, јаке Александрове вође, учврстили су своје позиције после битке код Ипса, у којој је њихов заједнички ривал Антигон поражен. Некадашње Александрово царство је подељено као такво: Птоломеј је добио територију у јужној Анадолији, већи део Египта и Леванта, који су заједно формирали Птолемејско царство; Лизимах је контролисао западну Анадолију и Тракију, док је Селеук тврдио да је остатак Анадолије Селеукидско царство. Само је Понтска краљевина под Митридатом I успело да стекне независност у Анадолији због чињенице да је Антигон био заједнички непријатељ.
Селеук I Никатор је први створио главни град у периоду од 12 година (299–287. п. н. е.) достојан његовог лика, Антиохију, названу по његовом оцу Антиоху. Такође се концентрисао на стварање велике стајаће војске, а такође је поделио своје царство на 72 сатрапије ради лакше управе. Након мирног почетка, дошло је до раскола између Лисимаха и Селеука који је довео до отвореног ратовања 281. п. н. е.. Иако је Селеук успео да победи свог бившег пријатеља и освоји његову територију у бици код Корупедијума, то га је коштало живота јер га је у Лисимахији убио Птолемеј Кераун, будући краљ Македоније. После Селеукове смрти, царство које је напустио суочило се са многим искушењима, како од унутрашњих тако и од спољашњих сила. Антиох I се успешно одбио од напада Гала, али није могао да победи краља Пергама Еумена I 262. п. н. е, гарантујући независност Пергама. Антиоха II по имену Тео, или "божански", отровала је његова прва жена, која је заузврат отровала Беренику Фернофору, другу Антиохову жену и ћерку Птолемеја III Еуергета. Син Антиоха II од његове прве жене, Селеук II Калиник, завршио је као владар Селеукида након ове трагедије. Овакав развој догађаја веома је наљутио Птоломеја III и довео до инвазије на царство (Трећи сиријски рат) 246. п. н. е.. Ова инвазија је довела до победе Птолемеја III код Антиохије и Селеукије, и он је 245. године пре нове ере поклонио земљу Фригију Понтовом Митридату II 245. п. н. е..
Догађаји на истоку показали су крхку природу Селеукида јер је побуна инспирисана Бактријаном у Партији коју је започео њен сатрап Андрагора 245. п. н. е. довела до губитка територије која се граничила са Персијом. Ово је било удружено са неочекиваном инвазијом номадског Парнија на северну Партију 238. п. н. е. и каснијом окупацијом целе Партије од стране једног од њихових вођа, Тиридата. Антиох II Теос од Селеукида није успео да прекине побуну и стога је створено ново царство, Партско царство, под Тиридатовим братом Арсаком I. Партија се проширила до реке Еуфрат на врхунцу своје моћи.
Пергамска краљевина под династијом Аталида било је независно краљевство које је након владавине Филетареј успоставио његов нећак Еумен I. Еумен је проширио Пергам да обухвати делове Мизије и Еолиде и чврсто се држао лука Елаје и Питане. Атал I, наследник Еумена I, остао је активан ван граница Пергама. Он је одбио плаћање заштите Галатијцима и победио у борби против њих 230. п. н. е, а затим је победио Антиоха Хијеракса три године касније да би обезбедио номиналну контролу над Анадолијом под Селеукидима. Победа није требало да потраје јер је Селеук III поново успоставио контролу над својим царством, али је Аталу дозвољено да задржи контролу над бившим територијама Пергама. После те победе, Селеукови наследници никада више неће проширити своје царство.

## Римска Анадолија
У Другом пунском рату, Рим је много страдао у Шпанији, Африци и Италији због импресивних стратегија Ханибала, чувеног картагињанског генерала. Када је Ханибал ушао у савез са Филипом Македонским 215. п. н. е, Рим је користио малу поморску силу са Етолским савезом како би одбранио Ханибала на истоку и спречио ширење Македоније у западној Анадолији. Атал I од Пергама, заједно са Родосом, отпутовао је у Рим и помогао да се Римљани убеде да је рат против Македоније крајње неопходан. Римски војсковођа Тит Квинкције Фламинин не само да је снажно победио Филипову војску у бици код Киноскефала 197. п. н. е, већ је такође донео додатну наду Грцима када је рекао да је аутономна Грчка и грчки градови у Анадолији оно што је Рим желео.
Током периода непосредно након победе Рима, Етолски савез је желео део плена који је остао после Филиповог пораза и затражио је заједничку експедицију са Антиохом III од Селеукида да би га добио. Упркос упозорењима Рима, Антиох је напустио Тракију и упустио се у Грчку, одлучивши да се удружи са Лигом. То је било неподношљиво за Рим, и они су га снажно поразили у Тесалији код Термопила пре него што се Антиох повукао у Анадолију код Сарда. Комбинујући снаге са Римљанима, Еумен II од Пергама сусрео се са Антиохом у бици код Магнезије 189. п. н. е.. Тамо је Антиох био потучен интензивном коњичком јуришом Римљана и Еуменовим маневром са бока. Због споразума из Апамеје већ следеће године, Пергаму су додељене све земље Селеукида северно од планина Таурус, а Родосу је дато све што је остало. Ова наизглед велика награда била би пропаст Еумена као ефективног владара, јер након што је Пергамон победио Прусија I од Битиније и Фарнака I од Понта, он је предубоко ушао у римске послове и римски сенат је постао узнемирен. Када је Еумен одбио инвазију Галатијанаца 184. п. н. е, Рим се супротставио његовој победи тако што их је ослободио, пружајући тежак показатељ да је опсег владавине Пергамона сада закржљао.
Унутрашњост Анадолије била је релативно стабилна упркос повременим упадима Галаћана све до успона краљевстава Понта и Кападокије у 2. веку пре нове ере. Кападокија под Аријаратом IV у почетку је била у савезу са Селеукидима у њиховом рату против Рима, али се он убрзо предомислио и поправио односе с њима браком и својим понашањем. Његов син, Аријарат V Филопатор, наставио је очеву политику савезништва са Римом и чак се придружио њима у борби против Прусија И од Битиније када је умро 131. п. н. е.. Понт је био независно краљевство од владавине Митридата када је претња Македоније уклоњена. Упркос неколико покушаја Селеукидског царства да порази Понт, независност је одржана. Када се Рим укључио у анадолске послове под Фарнаком I, формиран је савез који је гарантовао заштиту краљевства. Друго велико краљевство у Анадолији, Битинија, које је основао Никомед I у Никомедији, увек је одржавало добре односе са Римом. Чак и под омраженим Прусом II од Битиније, када је тај однос био затегнут, то није изазвало много проблема. Владавина Рима у Анадолији била је другачија од било којег другог дела њиховог царства због њихове лаке руке у погледу владе и организације. Контролисање нестабилних елемената у региону је олакшано завештањем Пергама Римљанима од стране његовог последњег краља, Атала III, 133. п. н. е.. Нову територију је римски конзул Маније Аквилије Старији назвао провинцијом Азија.
Митридатским ратовима претходиле су борбе које су увукле Рим у рат против италијанских побуњеника познат као Друштвени рат 90. п. н. е.. Митридат VI од Понта одлучио је да је време за удар на Анадолију док је Рим био окупиран, прегазивши Битинију. Иако се повукао када је то од њега захтевао Рим, није пристао на све захтеве Рима. Као резултат тога, Рим је охрабрио Битинију да нападне Понт, али је Битинија поражена. Митридат је затим кренуо у римску провинцију Азију, где је убедио Грке да покољу што више Италијана (азијска вечерња). Упркос борби за власт у самом Риму, конзул Корнелије Сула отишао је у Анадолију да порази понтијског краља. Сула га је темељно победио и оставио Митридату само Понт у Дарданском уговору.
Године 74. п. н. е, друго Анадолијско краљевство је прешло под римску контролу пошто је Никомед од Битиније наредио да се то учини након његове смрти. Претварање Битиније у римску провинцију убрзо након тога подстакло је Митридата да поново заузме више територије и он ју је извршио инвазију исте године. Рим је овога пута послао конзула Луција Лицинија Лукула да поново преузме контролу над провинцијом. Експедиција се показала веома позитивном пошто је Митридат отеран назад у планине. Неуспех Луција Лицинија Лукула да једном заувек реши проблем Римског царства, подстакао је многа противљења, од којих је неки подстакао велики римски конзул Помпеј. Претња пирата о снабдевању римском храном у Егејском мору довела је Помпеја поново у први план римске политике и он их је отерао назад у Киликију. Овлашћења која су Помпеју додељена након овог успеха омогућила су му не само да врати Митридата све до Босфора, већ је и суседну Јерменију учинио краљевством клијента. На крају, Митридат је извршио самоубиство 63. п. н. е, и стога је дозволио Риму да дода Понт као протекторат заједно са Киликијом као римском провинцијом. Ово је оставило само Галатију, Писидију и Кападокију, којима је у целини владао Аминта, као последње преостало краљевство које није под протекторатом или статусом провинције. Међутим, 25. п. н. е, Аминта је умро док је гонио непријатеље у планинама Таурус, а Рим је преузео његову земљу као провинцију, остављајући Анадолију у потпуности у римским рукама.
Од Августове владавине па до Константина I, Анадолија је уживала релативан мир који је себи дозволио да расте као регион. Цар Август је отклонио све дугове Римског царства од стране тамошњих провинција и протектората, омогућавајући напредни напредак. Путеви су изграђени да повезују веће градове у циљу побољшања трговине и транспорта, а обиље високих резултата у пољопривредним активностима донело је више новца за све укључене. Насељавање је подстицано, а локални гувернери нису стављали тежак терет на људе у погледу опорезивања. Богатство стечено миром и просперитетом спречило је велику трагедију, јер су снажни земљотреси захватили регион, а помоћ је давана од римске владе и других страна. Кроз све то створени су неки од најугледнијих научних људи тог периода – филозоф Дио из Битиније, Галена из Пергама, и историчари Мемнон из Хераклеје и Касије Дио из Никеје.
До средине 3. века, све што је изграђено миром било је угрожено од стране новог непријатеља, Гота. Пошто су Римљани успешно бранили продоре у централну Европу преко Македоније, Италије и Германије, Готи су сматрали да је Анадолија неодољива због свог богатства и све горе одбране. Користећи заробљену флоту бродова са Босфора и чамаца с равним дном да пређу Црно море, опловили су 256. године око источних обала, искрцавши се у приобални град Трапезунд. Уследила је огромна срамота за Понт — богатство града је нестало, већи број бродова је конфискован, а они су без много тога ушли у унутрашњост. Друга инвазија на Анадолију преко Битиније донела је још више терора у унутрашњости и безобзирног разарања. Готи су ушли у Халкедон и искористили га као базу за ширење својих операција, опљачкајући Никомедију, Прузу, Апамеју, Кију и Ницу. Само их је временска промена током јесење сезоне спречила да нанесу више штете онима изван подручја провинције. Готи су извели трећи напад не само на обалу западне Анадолије, већ и на Грчку и Италију. Упркос томе што су их Римљани под њиховим царем Валеријаном коначно одбили, то није спречило Готе да прво униште Дијанин храм у Ефесу и сам град 263. године.

### Религија у Римској Анадолији
Јеврејски утицаји у Анадолији мењали су верски састав региона док је Рим консолидовао своју моћ. Отприлике 210. године пре нове ере, Антиох из Селеукидског царства преселио је 2.000 породица Јевреја из Вавилоније у Лидију и Фригију, а ова врста миграције се наставила током остатка постојања Царства. Додатне назнаке о величини јеврејског утицаја у тој области дао је Цицерон, који је приметио да је колега римски гувернер зауставио данак који су Јевреји слали у Јерусалим 66. п. н. е. Јевреји јер нису били активни у својим верским активностима.
Процват верског следовања хришћанству био је очигледан у Анадолији почетком 1. века. Писма светог Павла у Новом завету одражавају овај раст, посебно у његовој родној провинцији Азији. Из свог дома у Ефесу од 54. до 56. године нове ере забележио је да су „сви који су живели у Азији чули реч“ и потврдио постојање цркве у Колосима као и у Троади. Касније је добио писма од Магнезије и Ајдина, који су већ имали цркве, епископе и званичне представнике који су подржавали Игњатија Антиохијског. После референци на ове институције од стране Светог Павла, Књига Откривења помиње седам Цркава Азије: Ефес, Магнезију, Тијатиру, Смирну, Филаделфију, Пергамон и Лаодикију. Чак су и други нехришћани почели да примећују нову религију. Године 112. римски гувернер у Битинији пише римском цару Трајану да толико различитих људи хрли у хришћанство, остављајући храмове празне.

## Византијска Анадолија
Нестабилност Римског царства у целини постепено је отежавала контролу над њим. По вазнесењу цара Константина 330. године, донео је смелу одлуку удаљавајући се из Рима и уводећи нову престоницу. Смештена у старом граду Византије, сада познатом као Цариград по цару, ојачана је и унапређена како би обезбедила више него адекватну одбрану целог региона. Оно што је допринело престижу града била је Константинова наклоност хришћанству. Дозволио је бискупима и другим верским личностима да помажу у управљању царством, а лично је интервенисао на Првом сабору у Никеји како би доказао своју искрену приврженост вери. У наредних четрдесет година након Константинове смрти 337. године дошло је до борбе за моћ међу његовим потомцима за контролу над царством. Његова три сина, Константин, Констан и Констанције, нису били у стању да мирно коегзистирају под заједничком владавином, па су на крају прибегли насилним средствима да постигну  договор. Убрзо након преузимања власти, почела је чистка већине њихових односа и потекла је крв Константиновог потомства. На крају је Констанс дошао након тога и убио Константина II код Аквилеје, али је убрзо уклоњен и сам убијен од стране своје војске. Тиме је Констанције остао као једини византијски цар, али ни то није потрајало. Упркос томе што је подржавао свог рођака Јулијана као команданта армија у Галији, догађаји су убрзо приморали Јулијана да игнорише Константинова наређења да са својом војском крене на исток и да се упути право ка Константинопољу како би затражио царску одору. Смрт Констанција у Тарсу резултирала је бескрвним преносом власти 361. Јулијан није преживео само оскудну годину и по захваљујући персијском копљу, али је за то време покушао да врати оно што је хришћанство направило након оснивања империје. Чак и на самртној постељи требало је да је рекао „Ти си победио, Галилејнине.“, позивајући се на хришћанство које га је победило.
Претња варварске инвазије и њени ефекти на Римско царство на западу пренели су се на исток. После кратке владавине цара Јовијана и заједничке владавине оба царства Валентинијана на западу и Валенса на истоку, млади цар Грацијан донео је веома битну одлуку. Изабрао је фаворизованог војсковођу Теодосија I да са њим влада као саимператор, дајући му власт над свим доменима Византијског царства 379. године. Ово се показало као мудра одлука у погледу опстанка његове новостечене власти, јер је одмах кренуо у лечење верских расцепа који су се појавили током несигурности протеклих година. Пракса аријанства и пагански обреди су укинути, а стандарди које је Константин поставио у Никеји су враћени законом. До 395. године, године када је Римско царство званично подељено на пола и када је умро Теодосије Велики, исток је био толико јак да се тада могао сматрати једнаким.
Византијско царство је било претежно грчки наставак Римског царства током касне антике и средњег века. Њен главни град је био Константинопољ (данашњи Истанбул), првобитно познат као Византија. У почетку је била источна половина Римског царства (у овом контексту се често називало Источно римско царство), преживело је фрагментацију и пад Западног римског царства у 5. веку и наставило да постоји додатних хиљаду година све док није пало у руке Османских Турака у 1453.

## Османско царство
Становништво Анадолије и Балкана, укључујући Грчку, процењено је на 10,7 милиона 600. године нове ере, док је становништво Мале Азије вероватно било око 8 милиона током раног средњег века (950. до 1348. године). Процењена популација Мале Азије око 1204. године н.е. износила је 6 милиона, укључујући 3 милиона на територији Селџука. Миграција Турака у земљу модерне Турске догодила се током главне миграције Турака широм већег дела Централне Азије и централне Азије у Европу и Блиски исток који је био између 6. и 11. века. Углавном Турци који живе у Селџучком царству стигли су у Турску током једанаестог века. Селџуци су наставили да постепено освајају анадолски део Византијског царства.
Кућа Селџука је била огранак Турака Огузи који су живели на периферији муслиманског света, северно од Каспијског и Аралског мора у Иабгху каганату Огушке конфедерације у 10. веку. У 11. веку, Турци који су живели у Селџучком царству почели су да се селе из својих прапостојбина ка истоку Анадолије, која је на крају постала нова домовина турских племена Огуза након битке код Манцикерта 26. августа 1071. године. Победа Селџука довела је до стварања Селџучког султаната у Руму, посебног огранка већег Селџучког царства и неких турских кнежевина (бејлика), углавном смештених на истоку, које су биле вазали Селџучког султаната или у рату са њим.

## Монголи
Дана 26. јуна 1243. године, селџучке војске су поражене од Монгола у бици код Коседага, а Селџучки султанат Рум је постао вазал Монгола. Због тога су Селџуци изгубили моћ. Хулегу-кан, унук Џингис-кана, основао је Илкханат у југозападном делу Монголског царства. Илкханат је владао Анадолијом преко монголских војних гувернера. Последњи селџучки султан Месуд II, умро је 1308. Монголска инвазија на Трансоксијану, Иран, Азербејџан и Анадолију изазвала је пресељење Турака у Западну Анадолију. Они су основали неке анадолске кнежевине (бејлике) под монголском влашћу у Турској. Најмоћнији бејлици били су Караманиди и Гермијаниди у централној области. Дуж егејске обале, од севера ка југу, простирале су се кнежевине Карасида, Саруханида, Ајдинида, Ментеше и Теке. Јандариди (касније названи Исфендијариди) су контролисали област Црног мора око Кастамонуа и Синопа. Бејлик Османске династије налазио се на северозападу Анадолије, око Согута, и у то време је био мала и безначајна држава. Османски бејлик би, међутим, еволуирао у Османско царство током наредних 200 година, ширећи се по Балкану, Анадолији.